# Cynorta ceara
Cynorta ceara is een hooiwagen uit de familie Cosmetidae.